# Челокаев, Илья Заалович
Князь Илья Заалович Челокаев (Чолокашвили) (14 января 1823 — 11 мая 1877) — русский генерал, герой русско-турецкой войны 1877—1878 гг.

## Биография

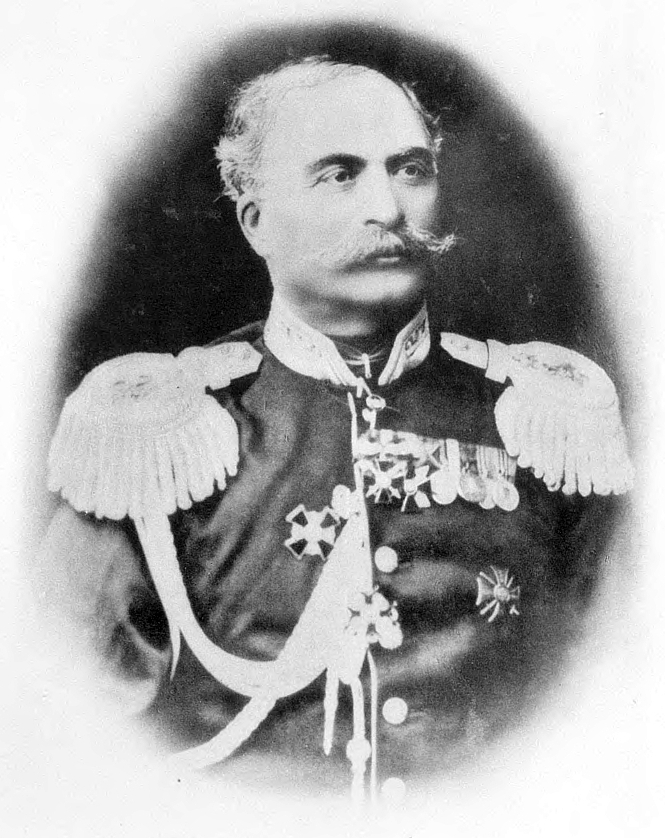
Фотопортрет И.З. Челокаева

Родился 14 января 1823 года. Грузин. Происходил из дворян Тифлисской губернии. По окончании воспитания в частном тифлисском учебном заведении, Челокаев поступил в 1842 г. на службу урядником в грузинскую милицию. В том же году, в июне и ноябре месяцах, он принимал участие в двух экспедициях против непокорного горского населения галгаевского племени, причём за храбрость получил Знак отличия военного ордена.
Затем в 1844 году князь Челокаев участвовал в действиях отрядов полковника Евдокимова, генералов: Пассека, Лидерса и князя Аргутинского против чеченцев и дагестанцев. За оказанные в боях отличия он был произведён в 1845 г. в прапорщики. В том же году он снова участвовал в экспедиции генерала Лабинцева против чеченцев. За боевое отличие награждён орденом св. Анны 4-й степени с надписью «За храбрость».
В 1847 г. Челокаев, по собственному желанию, был переведён в Закавказский конно-мусульманский полк.
В рядах этого полка в 1849 г. он принимал участие в походе против мятежных венгерцев и за боевые отличия был награждён чином поручика и орденом св. Анны 3-й степени с мечами и бантом.
В 1852 г. Челокаев был переведён в Нижегородский драгунский полк в чине штабс-капитана и участвовал в рядах этого знаменитого полка в Башкадыкларском сражении с турками.
В 1854 г. он находился в составе лезгинского отряда, действовавшего против скопищ Шамиля, вторгнувшихся в Телавский уезд. За боевое отличие был награждён орденом св. Владимира 4-й степени с мечами и бантом.
В 1858 г. Челокаев был переведён в лейб-гвардии Кавказский эскадрон Собственного Его Величества конвоя с чином штабс-ротмистра, а в следующем году 6 августа назначен флигель-адъютантом. В конвое князь Челокаев оставался до 1861 г., когда, в чине подполковника, был переведён в Северский драгунский полк и принимал вместе с ним деятельное участие в экспедиции Адагумского отряда 1862 г.
В 1863 г., уже в должности командира Дагестанского конно-иррегулярного полка, Челокаев участвовал в усмирении возмущения, вспыхнувшего в Закатальском округе, а в 1866 году в подавлении волнений в Катайско-Табасаранском округе.
За оказанные отличия он был произведён в чин полковника и получил орден св. Анны 2-й степени с Императорской короной. 16 апреля 1872 году князь Челокаев был произведён в генерал-майоры, с зачислением по армейской кавалерии и с назначением состоять при Кавказской армии, а 30 августа того же года назначен в Свиту Его Величества, с оставлением при той же армии.
С открытием военных действий против турок Челокаев командовал Дагестанской конно-иррегулярной бригадой. При рекогносцировке окрестностей крепости Карса, 4 мая, во главе шести сотен дагестанцев он участвовал в жарком деле против турецких драгун и отряда пехоты, сделавших вылазку из Карса. Дагестанцы произвели блестящую атаку в шашки и опрокинули неприятеля, но их начальник был смертельно ранен пулей в ребро и скончался 11 мая в лагере у Заима, в 15 верстах от Карса.